# Charles Mangold
Pour les articles homonymes, voir Mangold.
Charles Mangold, né le 22 août 1891 à Ostwald (Basse-Alsace annexée, Bas-Rhin), fonctionnaire et résistant français, est fusillé le 12 août 1944  à Périgueux (Dordogne).

## Biographie
Né dans une famille d'artisans du cuir, Charles Louis Mangold effectue la plus grande partie de sa scolarité sous régime allemand au collège catholique Saint-Joseph de Matzenheim (Bas-Rhin). En 1914, âgé de vingt-trois ans, fidèle à la France et profondément patriote, il ne répond pas à l'ordre de mobilisation des autorités militaires impériales allemandes et, réfugié à Nancy, se porte volontaire dans les rangs de l'armée française.

### Soldat de l’armée française (1914-1918)
Admis à la Légion étrangère, l'armée française n'intégrant pas les sujets allemands, il rejoint le régiment de marche d'Algérie (RMA). Envoyé dans les Dardanelles dès 1915, il prend part à la bataille de Gallipoli. Il est versé en 1917 au 3e régiment de marche de zouaves en Algérie, à Constantine, puis à Sidi Bel Abbès. Transféré ensuite à Verdun, il y reste jusqu'à la fin de la guerre. Il est blessé à cinq reprises sur les champs de bataille.

### Vie professionnelle et vie privée entre les deux guerres (1919-1940)
Après le retour de l'Alsace à la France, il épouse dès son retour à Strasbourg en 1919, Anne Schweitzer.
Entré la même année au ministère des Affaires étrangères, il est détaché à l'Office de vérification et de compensation (plus tard Office des biens et intérêts privés]), organisme dépendant de la commission des réparations mise en place par le traité de Versailles et en devient le chef de section de Strasbourg.
Il rencontre en 1923 Yvonne Seret, secrétaire aux pétroles de Pechelbronn, qui devient sa compagne et lui donne un fils en 1924, Jean-Paul Seret-Mangold. Il ne divorce pas d'Anne Schweitzer.
Membre actif de la Section française de l'Internationale ouvrière (SFIO), il milite à la section de Strasbourg. Il est un proche de Marcel-Edmond Naegelen. Excellent connaisseur de l'Allemagne, conscient, tout au long des années 1930, de l'extrême danger nazi, il fait partie au sein de la SFIO des adversaires de la ligne pacifiste.
Lors de la déclaration de guerre en septembre 1939, son administration quitte Strasbourg et s'installe en Dordogne, à Périgueux. Resté pendant cette même période en poste à Colmar, il rejoint définitivement Périgueux en juin 1940 dès la défaite de la France consommée.

### Le résistant. Vie et mort (1941-1944)
Charles Mangold est en 1941 l'un des fondateurs à Périgueux du Groupement d'entraide des réfugiés d'Alsace et de Lorraine (GERAL).
Il est vite intimement convaincu de la nécessité d'organiser la résistance à l'envahisseur nazi. En lien avec l'implantation du mouvement Combat en Dordogne en octobre 1942, juste un mois avant l'invasion par les troupes allemandes de la Zone sud en novembre, il entre officiellement dans la Résistance sous le pseudonyme de « Vernois », en rejoignant le groupe Roland, dépendant de l'Armée secrète (AS). Il devient le chef de l'AS de Périgueux (janvier à juillet 1943), puis chef de l'AS de Dordogne-Centre (un très vaste territoire) de juillet 1943 à août 1944. Repéré par les services nazis, il entre avec son fils en clandestinité, dans le corps franc Roland, bras armé du groupe du même nom, dont il est l'inspirateur et le principal responsable.
Résistant au grand charisme, son autorité et sa compétence sont unanimement reconnues. Il est arrêté sur une dénonciation aujourd'hui encore anonyme, le 7 août 1944, alors qu'il circule à vélo sur la route entre Bordeaux et Périgueux. Il est identifié malgré ses faux papiers au nom de Brossard. Interrogé, longuement torturé, il tente de se suicider dans sa cellule afin d'être sûr de ne pas parler.
Charles Mangold est finalement fusillé le 12 août en compagnie de vingt-deux autres résistants dans l'enceinte de la caserne du 3e régiment d'artillerie à Périgueux. Son corps est ensuite jeté dans une fosse commune, et récupéré par la famille quelques jours après le départ définitif des Allemands de Périgueux le 19 août suivant jour de libération puis le 24 c'est le défilé de la victoire avec Yves Péron, Édouard Valéry, Roger Ranoux ou André Urbanovitch dit « Doublemètre ». Il avait été promu au grade de commandant des Forces françaises de l'intérieur (FFI) le 5 août précédent.

## Mémoire de Charles Mangold
Le cercueil de Charles Mangold reste pendant dix ans au cimetière Saint-Georges de Périgueux. Il est transféré en novembre 1954 au cimetière Saint-Urbain de Strasbourg.
Entre 1944 et 1954, plusieurs articles d'importance traitant des années de la Résistance en Périgord évoquent l'action de Charles Mangold dans la presse régionale (Sud-Ouest, L'Écho du Centre).
En Dordogne, la ville de Périgueux et la commune de Vergt ont donné le nom de Charles Mangold à une rue et à une place.
En Alsace, à Ostwald, une place porte son nom ainsi qu'une station Vernois-Mangold de la ligne de bus n° 2 Pont du Rhin-Campus d'Illkirch dans la traversée de la commune.
Le 16 octobre 1998, un concert est donné à la mémoire de Charles Mangold à la Maison Française à Washington, sous l'égide de l'ambassade de France. La lecture d'un émouvant texte poétique et l'interprétation du Quatuor pour la fin du Temps d'Olivier Messiaen rendent hommage à Charles Mangold, Héros de la Résistance française 1891-1944.
Par délibération du 24 octobre 2011, le conseil municipal de Strasbourg a décidé de faire de la tombe de Charles Mangold, une tombe d'honneur de la Ville pour ses hauts faits de guerre en tant que chef de l'Armée secrète en Dordogne.
Enfin, le Souvenir français de Strasbourg-Ville a pris la décision en 2014, à l'occasion du 70e anniversaire de son assassinat par les nazis, d'honorer sa mémoire chaque année le 12 août par un dépôt de gerbe sur sa tombe au cimetière Saint-Urbain.

## Distinctions
- Mort pour la France
- Cinq blessures, cinq citations, onze décorations
- Chevalier de la Légion d'honneur (à titre posthume)
- Médaille militaire (1937)[3]
- Croix de guerre 1914-1918
- Croix de guerre 1939-1945, palme de bronze (à titre posthume)
- Médaille de la Résistance française avec rosette (à titre posthume) par décret du 24 avril 1946[4].
- Croix du combattant volontaire de la Résistance (à titre posthume)
- Croix du combattant volontaire 1914-1918
- Médaille interalliée de la Victoire
- Médaille commémorative de la guerre 1914-1918
- Médaille commémorative des Dardanelles
- Médaille commémorative de la bataille de Verdun

## Voir Aussi